# Eleições no Malawi
O Malawi elege a nível nacional um chefe de estado - o presidente -  e uma legislatura. O presidente e o vice-presidente são eleitos em uma votação para um mandato de cinco anos, pelo povo. A Assembleia Nacional tem 194 membros, eleitos para um mandato de cinco anos em um único banco de circunscrições.
Malawi tem um sistema multi-partidário, o que significa que existem múltiplos paritidos, bem como um número de políticos independentes que não associam-se formalmente com qualquer partido. Eleições presidenciais e parlamentares estão atualmente previstas para 19 de maio de 2009.

## Últimas eleições
| Candidatos               | Partidos                       | Votos     | %     |
| ------------------------ | ------------------------------ | --------- | ----- |
| Bingu wa Mutharika       | Frente Democrática Unida       | 1,119,738 | 35.9  |
| John Tembo               | Partido do Congresso do Malawi | 846,457   | 27.1  |
| Gwanda Chakuamba         | Mgwirizano Coalition           | 802,386   | 25.7  |
| Brown Mpinganjira        | Aliança Democrática Nacional   | 272,172   | 8.7   |
| Justin Chimera Malewezi  | Movimento Popular Progressista | 78,892    | 2.5   |
| Total (afluência 54.3 %) | Total (afluência 54.3 %)       | 3,119,645 | 100.0 |
| Eleitores registrados    | Eleitores registrados          | 5,742,747 |       |

| | Votos | % | Assentos |
| --- | ----- | - | -------- |
| Partido do Congresso Malawi |       | . | 59       |
| Frente Democrática Unida |       | . | 49       |
| Mgwirizano Coligação - Partido Republicano (15 assentos) - Movimento Popular Progressista (6 assentos) - Movimento para a Genuína Mudança Democrática (3 assentos) - Partido Democrático Malawi - Fórum para a unidade eo desenvolvimento do Malawi - Partido Unidade Nacional - Partido da Transformação Popular |       | . | 27       |
| Aliança Democrática Nacional |       | . | 8        |
| Aliança para a Democracia |       | . | 6        |
| Não-partidários |       |   | 38       |
| Para ser eleito em eleições |       |   | 6        |
| Total (afluência %) |       |   | 193      |
| Fonte: SBS/IRIN/BBC (citando Comissão Eleitoral do Malawi)/Xinhua |       |   |          |